# Rates
São Pedro de Rates, kurz Rates, ist ein Ort und eine Gemeinde im Norden Portugals.
Es ist die größte und am dünnsten besiedelte Gemeinde des Kreises Póvoa de Varzim. Sie gilt traditionell als besonders bedeutend, insbesondere als Teil des historischen portugiesischen Jakobswegs, des Caminho Português.

## Geschichte
Heinrich von Burgund, erster Graf von Portugal, gründete hier auf Grundlage eines einfacheren, bereits bestandenen Klosters um 1100 ein neues Kloster. es erlangte einige Bedeutung, und der Ort Rates entwickelte sich im Schatten des Klosters.
Nachdem das Kloster von Rates 1515 verfallen war, wurde es von König D. Manuel aufgelöst und dem Christusorden übergeben. In der Folge erlebte der Ort einen Aufschwung. Tomé de Sousa, Angehöriger des Ordens und Sohn des Ortes (später erster Generalgouverneur Brasiliens), wurde erster Herr der Ländereien von Rates. 1517 erneuerte der König die Stadtrechte von Rates, nachdem er hier auf seinem Pilgerweg nach Santiago de Compostela durchgekommen war und die spätere Hauptkirche der Gemeinde errichten ließ.
Im Zuge der verschiedenen Verwaltungsreformen nach der Liberalen Revolution 1822 wurde 1836 der Kreis Rates aufgelöst und der Status einer Vila (dt.: Kleinstadt) aberkannt, jedoch am 2. Juli 1993 unter dem Namen São Pedro de Rates wieder erteilt.

## Verwaltung
Rates ist eine Gemeinde (Freguesia) im Kreis (Concelho) von Póvoa de Varzim im Distrikt Porto. Die Gemeinde besitzt eine Fläche von 13,9 km² und hat 2472 Einwohner (Stand 19. April 2021).

## Partnergemeinde
Die Gemeinde Rates und die brasilianische Stadt Mata de São João unterhalten eine Partnerschaft. Die Orte verbindet das Wirken Tomé de Sousas, der in Rates geboren wurde und erster Generalgouverneur Brasiliens war, und seines Sohnes.

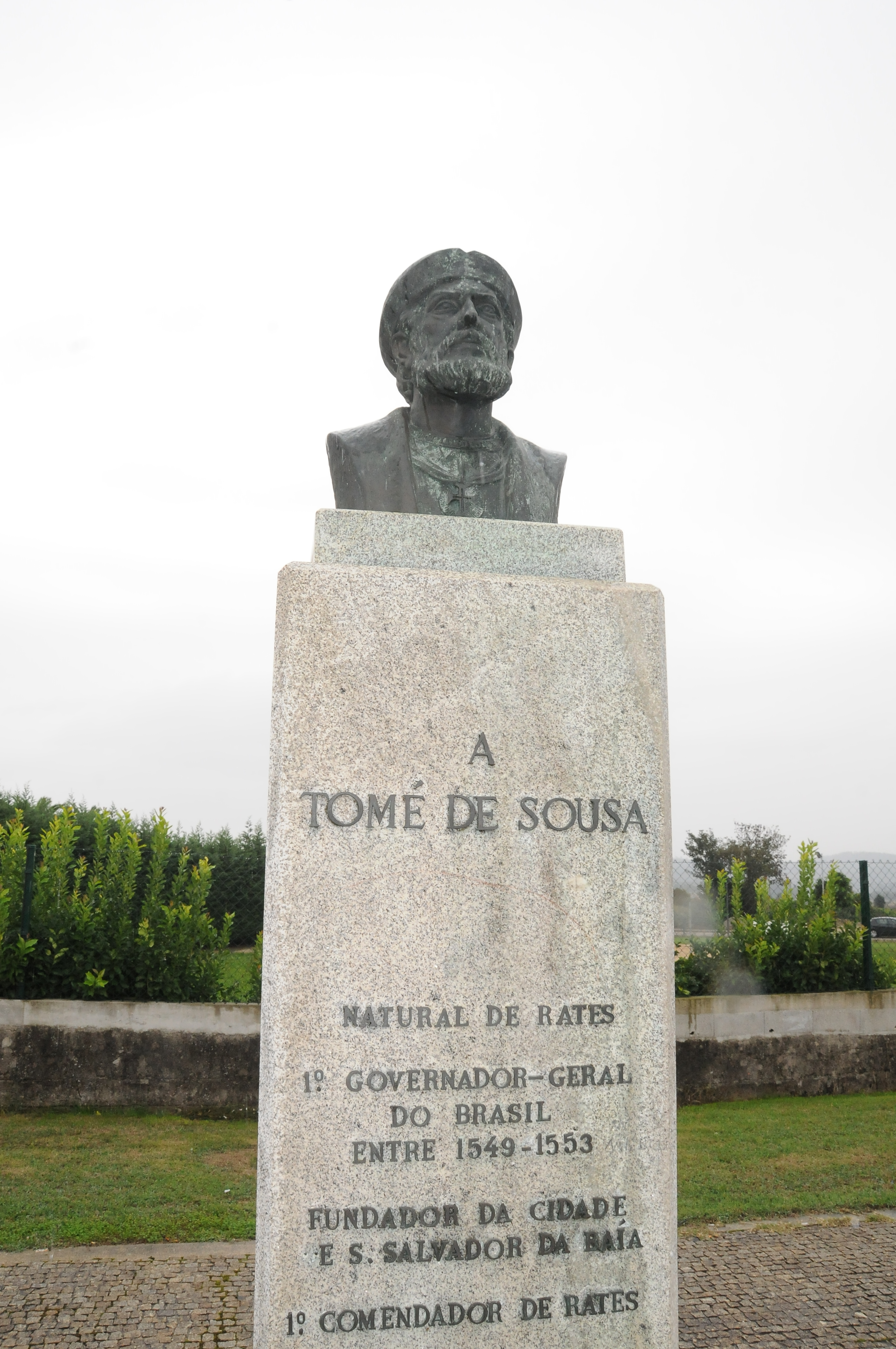
Statue des Tomé de Sousa in Rates

## Söhne und Töchter der Gemeinde
- Peter von Rates († angeblich um 60 n. Chr.), gilt als erster Bischof von Braga
- Tomé de Sousa (1503–1579), Militär und Politiker, erster Generalgouverneur Brasiliens, Gründer der Stadt Salvador
- Garcia de Sousa d’Ávila (1528–1609), Sohn des Tomé de Sousa, Großgrundbesitzer und Kolonialverwalter in Brasilien
- Luís Gomes Ferreira (1686–1764), Chirurg in Portugal und Brasilien, medizinisch-pharmazeutischer Autor
- Roberto Rosmaninho Mariz (* 1974), römisch-katholischer Geistlicher, Weihbischof in Porto